# XB-21 (航空機)

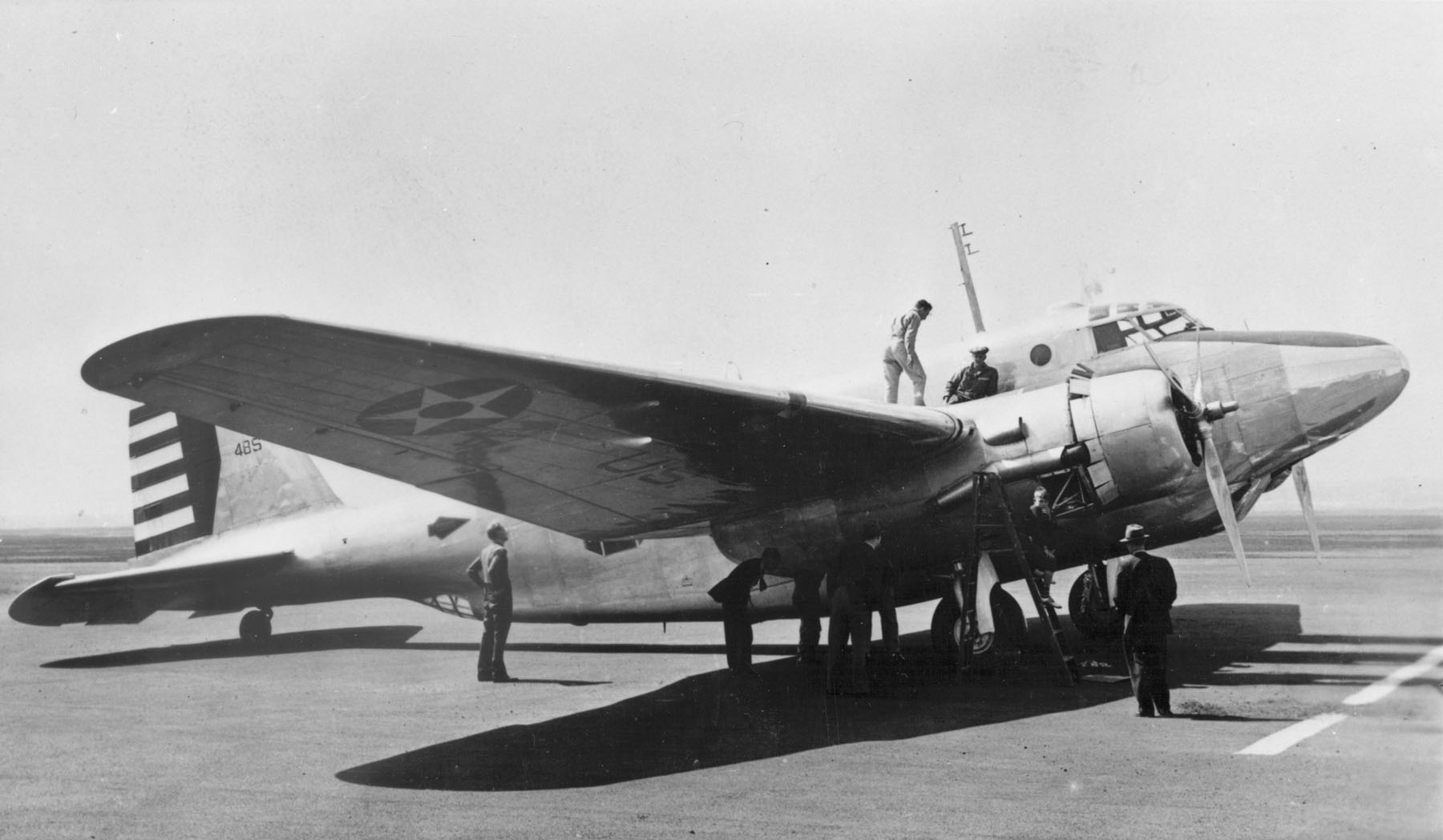

ノース・アメリカン B-21は、アメリカ陸軍航空隊向けにノース・アメリカン社が試作した爆撃機。1936年に初飛行したが、採用・量産には至らなかった。ノース･アメリカン社の社内コードはNA-21。非公式の愛称は「ドラゴン(Dragon)」。

## 概要
低翼単葉・双発エンジンの爆撃機である。垂直尾翼も一枚と平均的な形状をしている。1936年1月から開発が開始され、1936年12月22日に初飛行した。アメリカ陸軍は、前量産型のYB-21を5機発注した。しかし、同等の性能のB-18と比較し、B-21が$122,600に対し、B-18が$63,977と安価であったために、後にYB-21はキャンセルされている。製造されたのは、試作機1機のみであった。

## 要目
- 乗員：6から8名
- 全長：18.83m
- 全幅：28.96m
- 全高：4.50m
- 自重：8,674kg
- エンジン：ライト R-2180 レシプロエンジン 2基（1,200馬力）
- 最大速度：352km/h
- 航続距離：3,136km
- 武装：機銃 5門、爆弾4t